# HMS Begum (D38)
Авіаносець «Бегем» (англ. HMS Begum (D38))) — ескортний авіаносець США часів Другої світової війни типу «Боуг» (2 група, тип «Ameer»/«Ruler»), переданий ВМС Великої Британії за програмою ленд-лізу.

## Історія створення
Авіаносець «Бегем» був закладений 3 серпня 1942 року на верфі «Seattle-Tacoma Shipbuilding Corporation» під назвою «USS Bolinas (CVE-36)». Спущений на воду 11 листопада 1942 року. Переданий ВМС Великої Британії, вступив у стрій під назвою «Бегем» 22 липня 1943 року.

## Історія служби
Після вступу у стрій «Бегем» у січні 1944 року перейшов у Англію, а у березні того ж року вирушив в Індійський океан, де в Коломбо увійшов до складу британського Східного флоту. 
Після підготовки авіагрупи «Бегем» супроводжував конвої та здійснював пошук підводних човнів в Індійському океані (07.1944-01.1945). 
У лютому 1945 року авіаносець прибув до Англії, де у березні пройшов ремонт, після чого використовувався для транспортування літаків на Далекий Схід.
4 січня 1946 року «Бегем» був повернений США, де був переобладнаний на торгове судно «Raki», а пізніше «I Yung».
Розібраний на метал у березні 1974 року.